# The Man Who Knew Too Much (1934)
The Man Who Knew Too Much is een Britse thriller uit 1934, geregisseerd door Alfred Hitchcock. De hoofdrollen worden vertolkt door Peter Lorre, Leslie Banks en Edna Best.
The Man Who Knew Too Much is een van Hitchcocks succesvolste films van zijn Britse periode.

## Verhaal
Bob en Jill Lawrence, een Brits koppel, zijn met hun dochter Betty op vakantie in Sankt Moritz, Zwitserland. De twee ontmoeten een buitenlander genaamd Louis Bernard, die in hetzelfde hotel verblijft als zij. Hij blijkt later een Franse spion te zijn. Terwijl Jill en Louis op een avond met elkaar dansen, wordt Louis vermoord door een groepje huurmoordenaars. Hij kan nog net voor hij sterft Jill en Bob wat informatie die hij heeft verzameld doorgeven. Deze moet volgens hem zo snel mogelijk worden doorgegeven aan het Britse consulaat.
De huurmoordenaars, geleid door de kwaadaardige Abbott, ontvoeren Betty om te zorgen dat Bob en Jill hun mond houden. Tevens kunnen ze niet naar de politie gaan. Het koppel keert terug naar Engeland in de hoop meer te weten te komen. Na een kort onderzoek ontdekken ze dat de moordenaars een Europese ambassadeur willen ombrengen tijdens een concert in de Royal Albert Hall. De twee begeven zich ook naar dit concert. Hier slagen ze erin de aanslag te voorkomen door de huurmoordenaars af te leiden. De politie arriveert, en in het vuurgevecht dat ontstaat worden alle huurmoordenaars gedood. Betty wordt herenigd met haar ouders.

## Rolverdeling
| Acteur             | Personage      |
| ------------------ | -------------- |
| Leslie Banks       | Lawrence       |
| Edna Best          | Jill           |
| Peter Lorre        | Abbott         |
| Frank Vosper       | Ramon          |
| Hugh Wakefield     | Clive          |
| Nova Pilbeam       | Betty Lawrence |
| Pierre Fresnay     | Louis          |
| Cicely Oates       | Nurse Agnes    |
| B. A. Clarke Smith | Binstead       |
| George Curzon      | Gibson         |

## Achtergrond
Peter Lorre was nog maar kort voor hij de rol kreeg vanuit nazi-Duitsland naar Engeland gevlucht, en sprak derhalve nog geen Engels. Hij leerde speciaal voor de film zijn dialogen fonetisch.
De schietpartij in de climax van de film was gebaseerd op de belegering van Sidney Street in januari 1911, iets wat Hitchcock nog had meegemaakt in zijn jeugd. Hitchcock huurde de Australische componist Arthur Benjamin in om de muziek voor de ontknoping in de Royal Albert Hall te schrijven. Het nummer dat Benjamin hiervoor componeerde heet Storm Clouds.
Hitchcocks vaste cameo bevindt zich in deze film 33 minuten na aanvang. Hij steekt van rechts naar links de straat over gekleed in een lange zwarte jas.
In 1956 maakte Hitchcock een remake van de film, eveneens getiteld The Man Who Knew Too Much. Dit was de enige keer dat Hitchcock een remake maakte van een van zijn eigen films. De remake heeft echter een hoop verschillen qua verhaal ten opzichte van de versie uit 1934.